# 红色青年

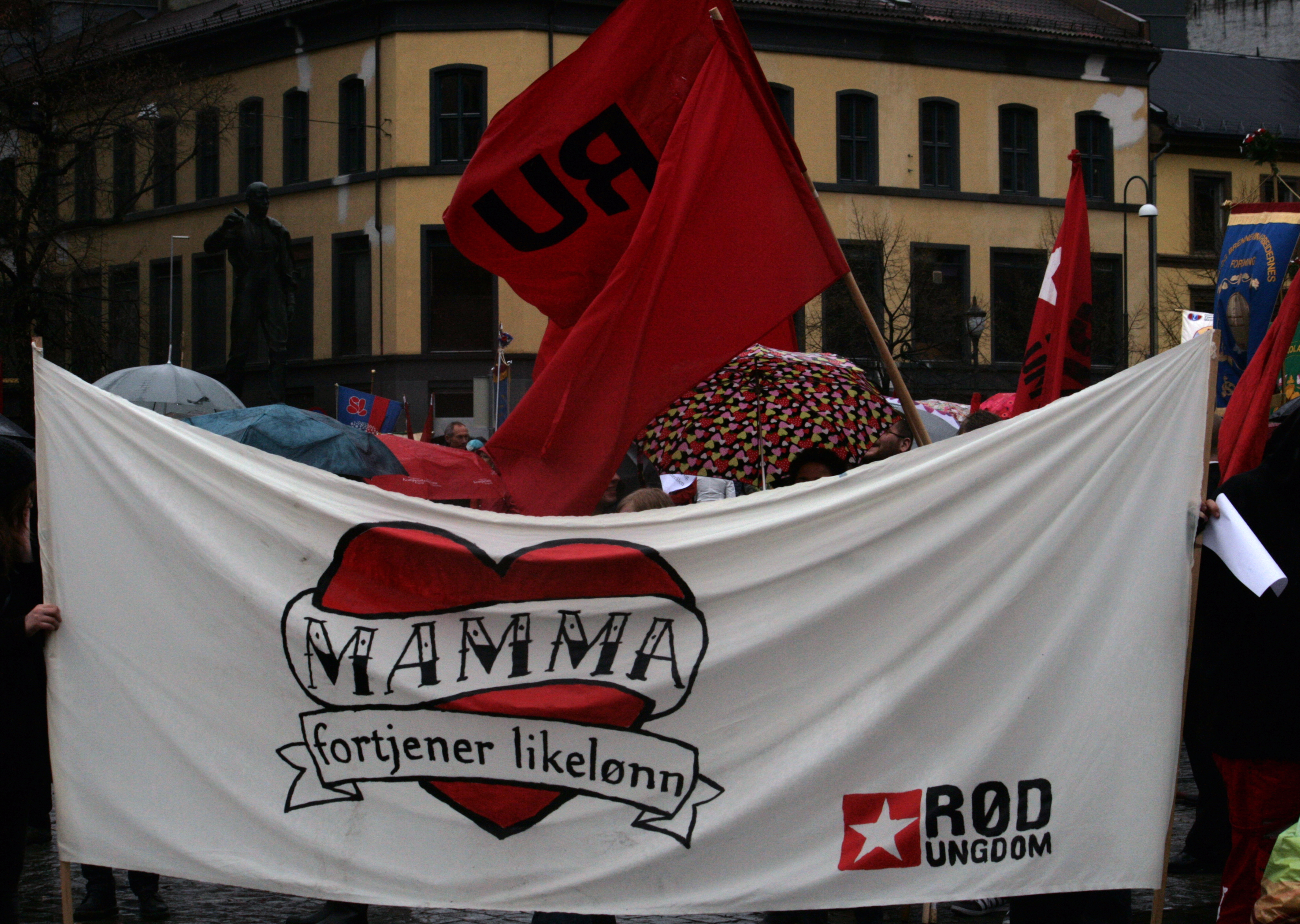

红色青年是挪威的一个左翼青年组织，是红党的青年翼。该组织成立于1963年。该组织的意识形态是共产主义、社会主义、社会主义女性主义、革命社会主义。该组织的领袖是Alberte Tennøe Bekkhus，副领袖是Mathias Robertstad、Ayat Majbel Saeid，总书记是Sigrid Grundt Leine。该组织的总部位于奥斯陆。该组织是北欧社会主义青年的成员。